# Spathidexia clemonsi
Spathidexia clemonsi är en tvåvingeart som beskrevs av Townsend 1912. Spathidexia clemonsi ingår i släktet Spathidexia och familjen parasitflugor. Inga underarter finns listade i Catalogue of Life.